# Sarah Polleros
Sarah-Luise Polleros (* 28. Februar 2002) ist eine deutsche Basketballspielerin.

## Werdegang
Polleros’ Heimatverein ist der Barmer TV in Wuppertal. 2017 fand die 1,85 Meter große Flügelspielerin Aufnahme ins Aufgebot des Bundesligisten Herner TC. Mit dem HTC wurde sie 2019 deutsche Meisterin. 2021 nahm sie an der Ruhr-Universität Bochum ein Studium im Fach Angewandte Informatik auf. Im Sommer 2023 wechselte sie innerhalb der Bundesliga zu den TK Hannover Luchsen.
Polleros nahm in der Sommerpause 2024 ein Angebot aus Spanien an, sie wechselte zum Zweitligisten Recoletas Zamarat.
Polleros war Teilnehmerin der U16-EM 2018 sowie 2022 der B-EM in der Altersklasse U20. In der Spielart 3-gegen-3 belegte sie unter anderem gemeinsam mit ihrer Herner Vereinskameradin Laura Zolper 2019 bei der U18-Europameisterschaft den zweiten Platz. Deutsche Meisterin wurde Polleros im 3-gegen-3 in den Jahren 2023 und 2024. Im Juli 2025 gewann sie ebenfalls im 3-gegen-3 Gold bei der Sommeruniversiade.